# フォーミュラ食
フォーミュラ食は、摂取エネルギーの制限を必要とする方のために開発された食品で、肥満の原因となる糖質、脂質を極力抑え、必要十分量のたんぱく質、ビタミン、ミネラルをバランス良く配合した食事代替食品である。
『身体に必要な栄養素が十分含まれていれば1日の摂取カロリーを低く抑えても健康上、支障はない』というVLCD（Very Low Calorie Diet）理論に基づき開発され、肥満改善のための食事代替品として、医療機関などにおいても使用されている。
また、日本肥満学会が編集した【肥満症診療ガイドライン2016】において、『肥満症の食事療法でも必須アミノ酸を含む蛋白質、ビタミン、ミネラルの十分な摂取が必要であり、フォーミュラ食の併用が有用である』、『フォーミュラ食を1日1回だけ食事と交換することでも有効な減量や肥満関連病態の改善を期待できる』と収載されており、肥満症の食事療法の１つとして有用であると推奨されている。

## エネルギー量、成分など
1. エネルギー量 - 代表的なフォーミュラ食は、ドリンクタイプで200kcal以下、食べるタイプでも300kcal以下のエネルギー量である。通常、1日3食のうちの1回、ないし2回の食事をフォーミュラ食に置き換え、1日の総摂取カロリーを抑えつつ、必要な栄養素をしっかりと摂ることができる食事療法である。
2. たんぱく質（必須アミノ酸） - 減量は、体重をただ減らせば良いというものではなく、身体を動かしたり支えたりする筋肉や骨をなるべく減らさず、高血圧や糖尿病といった症状や疾患の原因となる脂肪を減らしていくことが重要である。筋肉や骨といった除脂肪組織は主にたんぱく質からできているため、摂取エネルギーを制限している時でも、たんぱく質を十分な量摂取することが重要である。また、体内では生成できない、食事でしか摂ることができない必須アミノ酸がしっかり配合されたアミノ酸スコア100のフォーミュラ食もあり、アミノ酸スコア100で、かつ1食に必要なたんぱく質を含んだフォーミュラ食が望ましいと考えられる。
3. ビタミン・ミネラル（微小栄養素） - 身体の調子を整える働きのあるビタミン・ミネラルが不足すると、様々な代謝異常を引き起こす恐れがある。減量のために摂取エネルギーを抑える場合でも、こうした微小栄養素もしっかりと摂取することが重要である。医療機関などで使用されているフォーミュラ食に含まれるビタミン・ミネラルなどは、1食あたり厚生労働省が示す、日本人の食事摂取基準量の1/3を満たしているものがある。一般の人には難しい栄養計算などができなくても、こうしたフォーミュラ食に置き換えるだけで豊富な栄養素がしっかりと補えるため、栄養バランスの良いフォーミュラ食を選択することが望ましいと考えられる。

## 推奨されるフォーミュラ食
- 1食あたりが200Kcal前後で、蛋白質を20g程度含み、ビタミン、ミネラルなどの栄養素を豊富に含む栄養食品であること。
- 1食が厚生労働省の示している「日本人の食事摂取基準」の1日の成人の摂取量の1/3量を満たしているもの。
- 医療分野では、疾患者にも使用されるものなので、安全性、有効性データがあるもの。
- 国内外の医療分野で研究に耐えうるエビデンスデータとして、査読付き多施設での使用経験の英文論文があるもの。
- 多くの医師が認めるもの。（医学関連分野の学会が認めるもの。）